# Kutela Cove
Die Kutela Cove (englisch; bulgarisch Залив Кутела Saliw Kutela) ist eine 330 m breite und 750 m lange Bucht an der Ostküste von Clarence Island im Archipel der Südlichen Shetlandinseln. Sie liegt südlich des Kap Lloyd.
Britische Wissenschaftler kartierten sie 1972 und 2009. Die bulgarische Kommission für Antarktische Geographische Namen benannte sie 2014 nach der Ortschaft Kutela im Süden Bulgariens.